# NGC 440
NGC 440 (другие обозначения — ESO 113-25, AM 0110-583, PGC 4361) — галактика в созвездии Тукан. Открыта Джоном Гершелем в 1834 году, описывается Дрейером как «тусклый, очень маленький, круглый объект».
Этот объект входит в число перечисленных в оригинальной редакции «Нового общего каталога».
Объект NGC 440 является активной галактикой, что проявляется в наблюдаемой струе вещества из её центра. Компаньоном NGC 440 является NGC 434 (они входят в одну группу галактик).
Галактика NGC 440 входит в состав группы галактик NGC 434. Помимо NGC 440 в группу также входят ещё 9 галактик.